# 深層政府
深層政府（英語：Deep state，又譯為深國、深國論、深層集團、暗黑帝國、國中之國、陰森國度、暗勢力）泛指並非經過民選而是由政府官僚、公務員、軍事工業複合體、金融業、財團、情報機構所組成，為保護其既得利益在幕後真正實際控制國家的集團。語源來自土耳其語「Derin devlet」，指鄂圖曼帝國垮台前就存在的秘密政治社團；後來被陰謀論者引用，指的是國家中的國家、政府中的政府。早期研究者以影子政府形容，有時是「新世界秩序」的同義詞。近年來在美國已成為政治學術語，意指在美國聯邦政府背後真正的掌權機構，即美國的深層政府。

## 組成
雖然特定國家深層政府的組成有所不同，但它們或多或少集中在美國前總統德懷特·艾森豪提出的術語「軍事工業複合體」當中，而且情報機構對其運作至關重要。牛津大學將深層政府定義為「政府機構、軍方、金融家或銀行家中有影響力的一群人」，它們的確存在，秘密操縱或控制政府的國內外政策。深層政府就像暗網一樣，需要特殊授權才能進入瀏覽。它們由以下組成：
- 國家主要的情報機構。
- 資深的政治人物，是隱藏的決策者，他們透過各種手段和決策逃避商業媒體的審查，並且許多政治人物也受到他們的監管。
- 政府內部的一些高級或長期非民選官員（如高層公務員）。
- 有權控制主要商業、軍事或犯罪集團的個人：
  - 國防工業
  - 反恐工業
  - 國家金融部門
  - 企業媒體（英语：Corporate media）

## 政治學中的定義
美國前共和黨議員助理麥可·洛夫格倫在2014年出版了著作《深層政府：憲法的隕落及影子政府的崛起》，他將深層政府定義為「一個混合政府部門、金融巨頭和工業巨頭的集團，它是國家安全和執法機構的混合體：美國國務院、美國國防部、美國國家安全局、中央情報局、联邦调查局、美國司法部和美國財政部等，其中美國財政部負責資金的流動，以執行國際制裁及其與華爾街的管轄權，即使是司法機構的一部份，即美國外國情報監控法院，也均屬於深層政府。國家安全局和中央情報局的運作不能沒有矽谷支援，它已與國家安全局監測活動建立了實質上的伙伴關係，並由外國情報監控法命令推動。它們能夠有效的控管美國，而無需經過民主，也無須透過正式的政治程序。深層政府是最可見的陰謀、憲政主義的失敗，以及社團主義與全球反恐戰爭的交織」，並表示這個影子政府是以稅收為基礎，不受《美國憲法》制約，也不受白宮的影響，逍遙法外。

## 社會觀點
1956年的《權力菁英》一書中，美國社會學家賴特·米爾斯概述了權力的起源及其在美國的發展。米爾斯的結論是，在1920年代時，美國的權力便已經集中在三個主要部門：軍事工業複合體、華爾街和五角大廈。當美國總統德懷特·艾森豪提出軍事工業複合體這個術語之後，也曾說深層政府隱藏在明顯的視線，其複雜度遠遠超出軍事工業複合體，米爾斯認為它對美國政治和政府政策的確存在著影響力。聖克勞德州立大學政治系副教授傑森·羅伊斯·林賽在《隱蔽政府》一書中表示，即使事實上沒有一個陰謀議程的存在，深層政府一詞對於了解已開發國家國家安全機構的各方面也是有用的，尤其是針對美國。林賽寫道，深層政府從國家安全和情報界獲得權力，在這個領域中，保密就是權力之源。
有學者認為土耳其有自己的深層政府（被认为是反對埃尔多安政府的世俗主义官僚及军方），使用公然的犯罪行為保持金錢的流動。相比之下，美國的深層政府依賴於銀行家、遊說集團和國防承包商之間的共生關係。
約翰·史密斯（美國前情報官員的化名）在美國思想家撰文表示：「影子戰爭正在進行中，我們不能低估權力菁英們在我們機構中滲透的嚴重程度。這場影子戰爭最重要的成員就是美國國防部。」PJ媒體的執行長羅傑·西蒙曾表示：「深層政府是否有涉及暴力事件？或是扶植恐怖組織的行動？很難說，我不想搞成陰謀論。然而，深層政府是個八爪章魚，其觸角遍布各地。最可能的情況是，深層政府將動員其強大的資源來挫敗川普，以維護自己的利益。」